# Tuffi ai XVI Giochi panamericani - Trampolino 3 metri sincro femminile
Il concorso dei tuffi dal trampolino 3 metri sincro femminile dei XVI Giochi panamericani si è svolto il 29 ottobre 2011 presso il Scotiabank Aquatics Center di Guadalajara in Messico.

## Programma
| Data            | Ora           | Evento |
| --------------- | ------------- | ------ |
| 29 ottobre 2011 | 19:30 (UTC-5) | Finale |

## Risultati
| Class   | Atleti                            | Nazione     | Punti  |
| ------- | --------------------------------- | ----------- | ------ |
| Oro     | Paola Espinosa Laura Sánchez Soto | Messico     | 338.70 |
| Argento | Jennifer Abel Émilie Heymans      | Canada      | 336.30 |
| Bronzo  | Kassidy Cook Cassidy Crug         | Stati Uniti | 319.50 |
| 4       | Yoslaidi Herrera Daylet Valdes    | Cuba        | 253.02 |
| 5       | Wendy Espina Paula Sotomayor      | Cile        | 217.44 |
| 6       | Andressa Mendes Natali Cruz       | Brasile     | 202.32 |